# Distretto di Mollepata (Cusco)
Il distretto di Mollepata è un distretto della provincia di Anta, in Perù.